# Hannah Lux Davis
Hannah Lux Davis (Bellevue, Washington; 17 de mayo de 1986) es una directora de videoclips estadounidense, muy conocida por haber trabajado  con artistas famosos como Ariana Grande, Little Mix, Nicki Minaj, Thalía, Miley Cyrus, Fifth Harmony, Demi Lovato, Lil' Wayne y Drake entre otros.
Lux Davis incursionó en el mundo de los videoclips cuando en 2003, se unió a la academia cinematográfica The New York Film Academy, en conjunto con otros directores de videos y películas.
Lux Davis trabaja en conjunto con Ariana Grande desde 2015, para la cual ha dirigido varios de sus exitosos videos musicales, entre los que se encuentran "Side to Side", "Breathin", "thank u, next", "7 rings", "Break Up With Your Girlfriend, I'm Bored" y "Don't Call Me Angel".

## Biografía
Hannah Lux Davis nació en Bellevue, Washington, U.S. A su temprana edad le diagnosticaron Exoforia, cosa que le supuso un problema en varias ocasiones durante su vida. Durante toda su vida ha ocupado diversos puestos de trabajo, entre ellos directora de videos musicales, directora, maquilladora profesional y editora. Aun así, su verdadera pasión siempre han sido los videoclips. Pues cuando estaba en secundaria empezó a adentrarse en este mundo desde su ordenador, editando imágenes que ella misma creaba o descargaba de otros videos musicales y las unía. Gracias a esto aprendió cómo los grandes directores de videoclips utilizaban los puntos de corte en sus obras.

## Carrera
A los 18 años de edad Hannah se mudó a Los Ángeles para cursar un programa de verano para estudiantes de secundaria en la New York Film Academy. Este programa le gustó tanto que al acabar los estudios obligatorios se inscribió en el programa a tiempo completo que la academia ofrecía. Posteriormente, en 2006, se matriculó en Los Ángeles Film School. Fue en esta época de su vida cuando empezó a grabar gratuitamente videoclips a artistas poco conocidos.
Al graduarse, encontró un trabajo no remunerado en la productora de videos musicales Revolver Films como becaria, trayendo cafés y haciendo fotocopias. Poco a poco fue ascendiendo en la empresa. Trabajó como asistente de producción en el videoclips "Hurt" de Christina Aguilera. Decidió continuar como asistente de producción y llegó a hacer comerciales, programas de televisión y más videos musicales.
Sus trabajos como asistente de producción no le resultaron motivadores, así que cambió su rumbo para dedicarse al maquillaje profesional. En verano del 2006 se matriculó en la Cinema Makeup School y empezó a trabajar como maquilladora en diciembre del mismo año. Esta decisión le acercó más al mundo de los videoclips que tanto admiraba y consiguió hacer contactos nuevos. Aún dedicándose al maquillaje, Hannah hizo su primer trabajo como directora para el video musical de la banda Twin Atlantic.
En 2013 dejó de lado el mundo del maquillaje al dirigir el videoclip de la canción "Love Me" de Lil Wayne y Drake. Dicho video ganó el MTV Video Music Award al mejor video de Hip Hop. A partir de ese momento, los contactos y las oportunidades que se le presentaban empezaron a crecer hasta día de hoy. Ha tenido la oportunidad de grabar con grandes artistas de la música, como Thalía y Demi Lovato, pero las personas con la que más ha trabajado han sido Ariana Grande y Nicki Minaj.

## Premios
| Año  | Categoría                                         | Nominación                                              | Resultado | Ref.  |
| ---- | ------------------------------------------------- | ------------------------------------------------------- | --------- | ----- |
| 2013 | MTV Video Music Award al Mejor Video de Hip-Hop   | "Love Me" de Lil Wayne (featuring Drake & Future)       | Ganador   | [ 4 ] |
| 2014 | MTV Video Music Award al Mejor Artista Nuevo      | "Miss Movin' On" de Fifth Harmony                       | Ganador   | [ 4 ] |
| 2015 | MTV Video Music Award a la Mejor Colaboración     | "Bang Bang" de Jessie J, Ariana Grande & Nicki Minaj    | Nominado  | [ 5 ] |
| 2015 | MTV Video Music Award a la Mejor Colaboración     | "Love Me Harder" de Ariana Grande & The Weekend         | Nominado  | [ 5 ] |
| 2016 | MTV Video Music Award a la Mejor Artista Femenina | "Into You" de Ariana Grande                             | Nominado  | [ 6 ] |
| 2016 | MTV Video Music Award al Mejor Video Pop          | "Into You" de Ariana Grande                             | Nominado  | [ 6 ] |
| 2016 | MTV Video Music Award a la Mejor Edición          | "Into You" de Ariana Grande                             | Nominado  | [ 6 ] |
| 2016 | MTV Video Music Award a la Mejor Fotografía       | "Into You" de Ariana Grande                             | Nominado  | [ 6 ] |
| 2017 | iHeartRadio Music Award al Mejor Video Musical    | "Side to Side" de Ariana Grande (featuring Nicki Minaj) | Nominado  | [ 7 ] |
| 2017 | MTV Video Music Award a la Mejor Coreografía      | "Side to Side" de Ariana Grande (featuring Nicki Minaj) | Nominado  | [ 7 ] |

## Filmografía

### Directora de videos musicales
2008
- "Run Boy" de Boomkat (2008)[8]
- "By All Means" de National Product (2008)[9]
- "20 Gauge Facelift" de Caecelia (2008)

#### 2009
- "Love Me or Hate Me" de Zoe Myers (2009)[10]

#### 2010
- "Human After All" de Twin Atlantic (25 de mayo del 2010)[11]
- "What Is Light? Where Is Laughter?" de Twin Atlantic (25 de mayo del 2010)[12]
- "Like we Used to" de A Rocket to the Moon (20 de junio del 2010)[13]
- "The Crow and the Butterfly" de Shinedown (19 de julio de 2010)[14]
- "To Hell and Back" de Blessthefall (27 de julio de 2010)[15]
- "I.D.G.A.F." de Breathe Carolina (1 de agosto del 2010)[16]

#### 2011
- "I'll Survive You" de BC Jean (19 de mayo de 2011)[17]
- "Never Lookin' Back" de Kenny Wayne Shepherd Band (8 de agosto del 2011)[18]
- "Brand New Bitch" de Anjulie (11 de agosto del 2011)[19]
- "Stand Behind The Music" de Anjulie (21 de diciembre del 2011)[20]

#### 2012
- "Dancing with a Broken Heart" de Delta Goodrem (17 de agosto del 2012)[21]
- "Hella Bad" de NiRè AllDai (13 de septiembre del 2012)[22]
- "Oath" de Cher Lloyd featuring Becky G (4 de octubre del 2012)[23]
- "Rum and Raybans" de Sean Kingston featuring Cher Lloyd (18 de noviembre del 2012)[24]
- "Hard to Forget" de Tyler Blackburn and Anabel Englund (2 de diciembre del 2012)
- "Believe It" de Cimorelli (11 de diciembre del 2012)[25]

#### 2013
- "With Ur Love" de Cher Lloyd (14 de febrero del 2013)[26]
- "Love Me" de Lil Wayne featuring Drake and Future (14 de febrero del 2013)[27]
- "Where You Are" de Jay Sean (22 de marzo del 2013)[28]
- "Crashing Down" de Kady Z (24 de marzo del 2013)[29]
- "Crazy Stupid Love" de My Crazy Girlfriend (25 de marzo del 2013)[30]
- "Tapout" de Rich Gang (5 de mayo de 2013)[31]
- "Inside Out" de NiRè AllDai (13 de mayo de 2013)[32]
- "Boomerang" de The Summer Set (3 de junio del 2013)[33]
- "Homeless Romantic" de Itch featuring Adam Lazzara (25 de junio del 2013)[34]
- "I'm Out" de Ciara featuring Nicki Minaj (30 de junio del 2013)[35]
- "Miss Movin' On" de Fifth Harmony (15 de julio del 2013)[36]
- "Me & My Girls" de Fifth Harmony (25 de agosto de 2013)[37]
- "We Been On" de Rich Gang featuring R. Kelly (5 de septiembre del 2013)[38]
- "Vacation" de G.R.L. (9 de septiembre del 2013)[39]
- "Marry Me" de Jason Derulo (23 de septiembre del 2013)[40]
- "23" de Mike Will Made It featuring Miley Cyrus, Wiz Khalifa and Juicy J (24 de septiembre del 2013)[41]
- "Good Time" de Paris Hilton featuring Lil Wayne (8 de octubre del 2013)[42]
- "100 Favors" de Rich Gang featuring Kendrick Lamar (12 de diciembre del 2013)[43]

#### 2014
- "Famous" de Kelleigh Bannen (23 de enero del 2014)[44]
- "2 On" de Tinashe featuring Schoolboy Q (24 de marzo del 2014)[45]
- "On My Way" de Lea Michele (19 de marzo del 2014)[46]
- "Marilyn" de Alexa Goddard (26 de junio del 2014)
- "Come Alive" de Paris Hilton (15 de julio de 2014)[47]
- "Bang Bang" de Jessie J, Ariana Grande y Nicki Minaj (24 de agosto del 2014)[48]
- "Burnin' Up" de Jessie J featuring 2 Chainz (8 de octubre del 2014)[49]
- "Love Me Harder" de Ariana Grande and The Weeknd (3 de noviembre del 2014)[50]
- "Fun" de Megan Nicole (21 de noviembre del 2014)[51]
- "Can't Stop Dancin" de Becky G (3 de diciembre del 2014)[52]
- "Only" de Nicki Minaj featuring Drake, Lil Wayne y Chris Brown (12 de diciembre de 2014)[53]

#### 2015
- "I Bet" de Ciara (9 de marzo de 2015)[54]
- "Peaches N Cream" de Snoop Dogg featuring Charlie Wilson (18 de marzo de 2015)[55]
- "Como tú no hay dos" de Thalía & Becky G (19 de marzo del 2015)[56]
- "I'm Gonna Show You Crazy" de Bebe Rexha (21 de abril de 2015)[57]
- "Sparks" de Hilary Duff (14 de mayo del 2015)[58]
- "High Off My Love" de Paris Hilton featuring Birdman (15 de mayo de 2015)[59]
- "Flashlight" de Jessie J (23 de abril de 2015)[60]
- "Solo Parecía Amor" de Thalía (28 de abril de 2015)[61]
- "Hey Mama" de David Guetta featuring Nicki Minaj, Bebe Rexha and Afrojack (19 de mayo del 2015)[62]
- "Good Thing" de Sage the Gemini featuring Nick Jonas (21 de mayo del 2015)[63]
- "The Night Is Still Young" de Nicki Minaj (26 de mayo del 2015)[64]
- "Bad Girls" de MKTO (5 de junio de 2015)[65]
- "Heartbeat" de G.E.M. (22 de julio de 2015)[66]
- "Cool for the Summer" de Demi Lovato (23 de julio de 2015)[67]
- "Around the World" de Natalie La Rose (24 de julio de 2015)[68]
- "Love Myself" de Hailee Steinfeld (14 de agosto del 2015)[69]
- "Lie" de Rola (4 de septiembre del 2015)
- "Focus" de Ariana Grande (30 de octubre del 2015)[70]
- "Stand by You" de Rachel Platten (6 de noviembre de 2015)[71]
- "Bang My Head" de David Guetta featuring Sia and Fetty Wap (6 de noviembre de 2015)[72]

#### 2016
- "Gold" de Kiiara (21 de marzo del 2016)[73]
- "Love Is the Name" de Sofia Carson (10 de abril de 2016)[74]
- "Me Too" de Meghan Trainor (9 de mayo del 2016)[75]
- "Into You" de Ariana Grande (23 de mayo del 2016)[76]
- "This One's for You" de David Guetta featuring Zara Larsson (10 de junio del 2016)[77]
- "Superlove" de Tinashe (12 de agosto del 2016)[78]
- "Side to Side" de Ariana Grande featuring Nicki Minaj (28 de agosto del 2016)[79]
- "That's My Girl" de Fifth Harmony (19 de septiembre del 2016)[80]
- "Body Moves" de DNCE (11 de octubre de 2016)[81]
- "Telepathy" de Christina Aguilera featuring Nile Rodgers (30 de octubre de 2016)
- "Bad Things" de Machine Gun Kelly y Camila Cabello (1 de diciembre de 2016)[82]

#### 2017
- "I'm a Lady" de Meghan Trainor (3 de marzo del 2017)[83]
- "Good Life" de G-Eazy & Kehlani (17 de marzo del 2017)[84]
- "At My Best" de Machine Gun Kelly featuring Hailee Steinfeld (21 de abril del 2017)[85]
- "No Promises" de Cheat Codes featuring Demi Lovato (16 de mayo del 2017)[86]
- "Most Girls" de Hailee Steinfeld (23 de mayo del 2017)[87]
- "Power" de Little Mix featuring Stormzy (8 de junio de 2017)[88]
- "Sorry Not Sorry" de Demi Lovato (19 de julio del 2017)[89]
- "If I'm Lucky" de Jason Derulo (22 de septiembre del 2017)[90]

#### 2018
- ”For You” de Liam Payne y Rita Ora (26 de enero de 2018)[91]
- "Capital Letters" de Hailee Steinfeld & BloodPop (31 de enero del 2018)[92]
- "Friends" de Marshmello & Anne-Marie (16 de febrero del 2018)[93]
- "I Believe" de DJ Khaled featuring Demi Lovato (7 de marzo de 2018)[94]
- "Alone" de Halsey featuring Big Sean y Stefflon Don (6 de abril de 2018)[95]
- "Almost Love" de Sabrina Carpenter (N/A)
- "I'm A Mess" de Bebe Rexha (17 de julio de 2018)
- "Breathin" de Ariana Grande (7 de noviembre de 2018)
- Bottled Up de Dinah Jane (7 de noviembre de 2018)
- "Thank U, Next" de Ariana Grande (30 de noviembre de 2018)

#### 2019
- "7 Rings" de Ariana Grande (18 de enero de 2019).
- "Break Up With Your Girlfriend, I'm Bored" de Ariana Grande (8 de febrero de 2019).
- "Rainbow de Kacey Musgraves (12 de febrero de 2019)
- Only Want You de Rita Ora (6 de marzo de 2019)
- "Nightmare de Halsey (17 de mayo de 2019)
- "Don't Call Me Angel de Ariana Grande, Miley Cyrus & Lana Del Rey (13 de septiembre de 2019)
- "Boyfriend " de Ariana Grande (2 de agosto de 2019)

#### 2020
- No Shame de  5 Seconds of Summer (7 de febrero de 2020)
- Say So de Doja Cat (27 de febrero de 2020).
- I Love Me de Demi Lovato (6 de marzo de 2020).
- Old Me de  5 Seconds of Summer (10 de marzo de 2020)

### Operadora de cámara
- "Simply Complicated" (documental) (17 de octubre del 2017)[96]

### Maquilladora
- "The cubicle" (2006)
- "Pancho and Lefty" (2007)
- "Hand in Hand" (2007)
- "Seventh & Hill" (2007)
- "The Jinn" (2007)
- "Someday We Will Get Married" (2009)
- "Dead Meadow Three Kings" (2010)
- "If You Let Me" (2010)
- "Maximun Balloon: Groove Me" (2010)
- "Skyline" (2010)
- "The Black Keys: Howlin' for You" (2011)
- "Talent: The Casting Call" (2011)
- "Meth Head" (2013)